# Лопес, Клаудия
 Клаудия Лопес Эрнандес (исп. Claudia López Hernández; род. 9 марта 1970, Богота) — колумбийский государственный и политический деятель. Сенатор (2014—2018), кандидат в вице-президенты на президентских выборах 2018 года от партии «Альянс зелёных». Мэр Боготы (2020—2023), первая женщина, а также первый представитель ЛГБТ на этой должности.

## Биография
Родилась в семье Элиаса Лопеса Рейеса и Марии дель Кармен Эрнандес Руис, старшая из шести братьев и сестер.
Окончила факультет финансов, государственного управления и международных отношений университета в Колумбии. Имеет степень магистра государственного управления и городской политики Колумбийского университета в Нью-Йорке и докторскую степень политических наук Северо-Западного университета в Эванстоне, штат Иллинойс.
Появление в общественной жизни связано со студенческим движением «Седьмого тура», которое в период с 1989 по 1990 год дало импульс Учредительному собранию Колумбии. Работала консультантом Организации Объединённых Наций и писала для нескольких средств массовой информации страны, таких как: программа Hora 20 на Caracol Radio, портал La Silla Vacía, газета El Tiempo и журнал Semana.
В качестве исследователя корпорации Arcoiris и Миссии по наблюдению за выборами получила признание за свою работу над нетипичными опросами, которые стали отправной точкой для раскрытия параполитического скандала. Её критические взгляды на правительство бывшего президента Альваро Урибе Велеса и его политических союзников были столь же спорными. Общественную реакцию вызвало её увольнение из El Tiempo в октябре 2009 года из-за опубликованной там колонки мнений, в которой критиковалось освещение газетой некоторых новостей.
Была секретарем общественных действий Боготы во время первого срока мэра Энрике Пеньялосы. Также является членом вашингтонского аналитического центра «Межамериканский диалог».
В 2014 году была избрана в Сенат Колумбии, получив 81 125 голосов в качестве кандидата от партии «зеленых».
27 декабря 2016 года официально объявила о своём намерении участвовать в президентских выборах Колумбии в 2018 году, став, таким образом, первым предварительным кандидатом от партии «зелёных». Позже, Антонио Наварро Вольф объявил, что он также будет представлен в качестве предварительного кандидата. 14 сентября 2017 года был проведен национальный конгресс партии «зелёных», на котором были объявлены результаты общенационального опроса по избранию кандидата в президенты, в котором победила Клаудия Лопес.
27 октября 2019 года была избрана мэром Боготы после проведения активной кампании против коррупции. Она была приведена к присяге 1 января 2020 года и стала первой в истории представительницей женского пола и ЛГБТ сообщества на этой должности. Ранее три женщины занимали должность мэра Боготы, но все они были исполняющими обязанности.

## Награды
Была в списке 100 женщин «Би-би-си», объявленном 23 ноября 2020 года.

## Критика

### Расследования параполитики
Начала приобретать известность после публикации серии отчетов на сайте журнала Semana об аномалиях в региональных избирательных процессах Колумбии. Эти отчеты были частью последовательности событий, которые привели к раскрытию параполитического скандала в 2006 году. Её аргументы и колонки мнений были противоречивыми и привели к судебным искам, как в случае с жалобой, поданной против нее губернатором Антиокии Луисом Альфредо Рамосом за колонку, в которой указывалось, что он получил голоса с помощью военизированных групп. «Рамос мог быть избран без поддержки военизированных формирований, но предпочел этого не делать», — сказала она. Обвинения журналиста привели к его аресту. Позже Верховный суд Колумбии освободил его из-за отсутствия улик и за то, что он стал жертвой предполагаемой сети лжесвидетелей.

### Споры об увольнении из El Tiempo
Во время инцидента в октябре 2009 года, вызвавшего споры и дебаты о свободе выражения мнений и прессе в Колумбии, она была уволена из газеты El Tiempo после публикации своей регулярной колонки во вторник, в которой критиковала то, как газета освещала информацию, связанную со скандалом Agro Ingreso Seguro. По её словам, члены семьи Сантоса, бывшие владельцы, а ныне акционеры газеты, пытались поддержать кандидатуру бывшего министра и президента Хуана Мануэля Сантоса. Она также упомянула об интересе газеты к приобретению так называемого третьего частного телеканала страны. El Tiempo опубликовал колонку с добавлением примечания о том, что мнение Клаудии Лопес интерпретируется как заявление об увольнении, которое было немедленно принято. В то же время охарактеризовал утверждения обозревателя как «ложные, злонамеренные и клеветнические».

### Донос экс-президента
В 2011 году уголовное дело было разрешено в пользу Клаудии Лопес после того, как экс-президент Эрнесто Сампер Писано написал на неё заявление в полицию за оскорбления и клевету в статье El Tiempo о его предполагаемой связи с мафией.

## Сочинения
Клаудия Лопес выделялась как обозреватель Semana, El Tiempo и La Silla Vacía. Её исследования параполитики были опубликованы в книгах Parapolitica: la ruta de la expansión paramilitar y los acuerdos politicos и Y returnaron la patria: de cómo mafiosos y políticos reconfiguraron el Estado colombiano. В середине 2016 года представила своё видение того, как положить конец вооруженному конфликту с «ФАРК» в своей книге ¡Adiós A Las Farc! ¿Y Ahora Qué?.

## Личная жизнь
2 сентября 2014 года юрист подал в суд на сенатора Клаудию Лопес за её отношения с депутатом Палаты представителей Колумбии Анхеликой Лосано Корреа, поскольку закон запрещает двум членам Конгресса, состоящим в фактическом брачном союзе, быть членами одной и той же политической партии. Однако Лопес и Лосано утверждали, что этот запрет на них не распространяется, поскольку они помолвлены, а не состоят в брачном союзе. В декабре 2019 года пара официально поженилась.